# Albert B. Fall

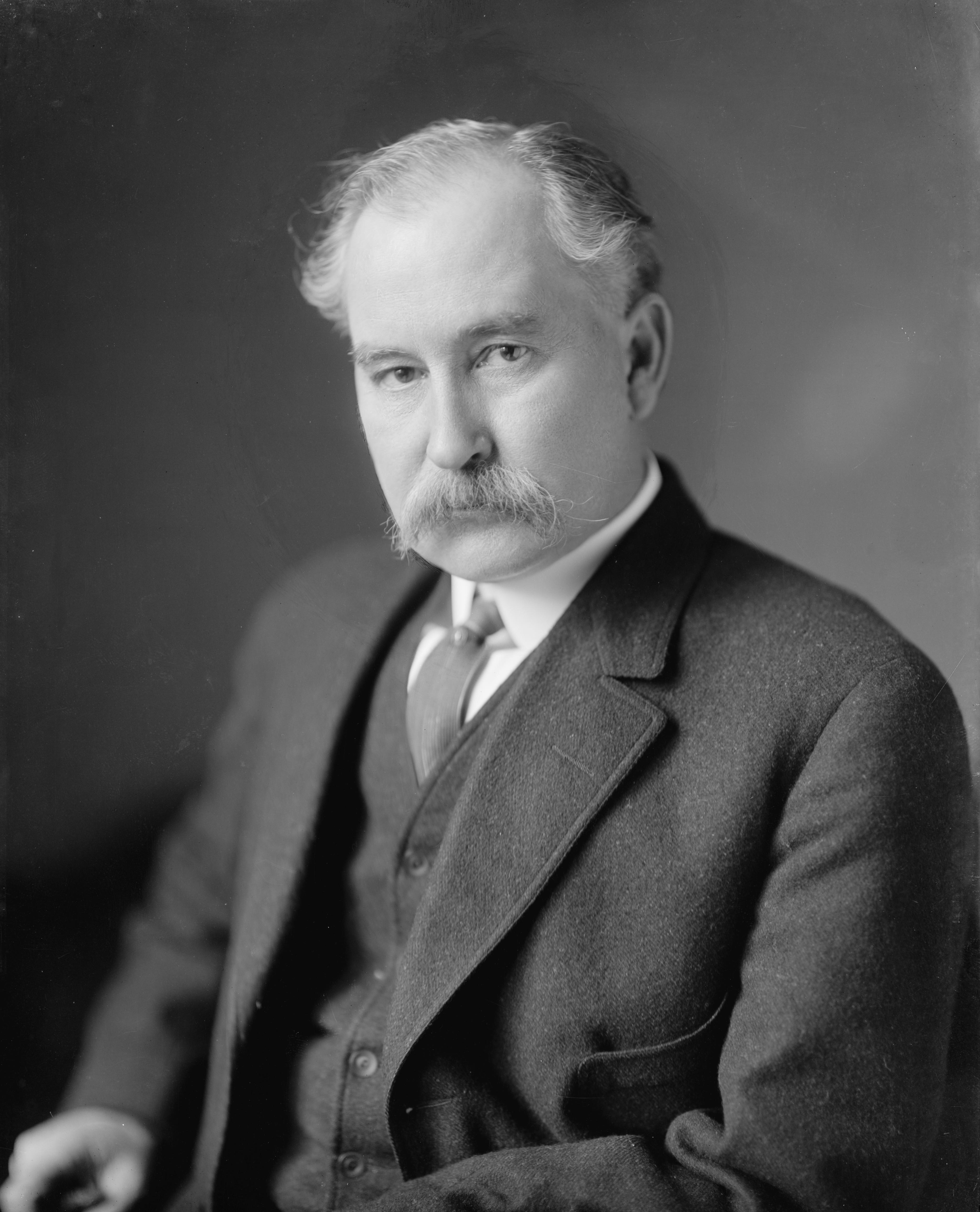
Albert Bacon Fall

Albert Bacon Fall, född 26 november 1861 i Frankfort, Kentucky, död 30 november 1944 i El Paso, Texas, var en amerikansk republikansk politiker och jurist. Han representerade delstaten New Mexico i USA:s senat 1912–1921. Han var sedan USA:s inrikesminister 1921–1923. Falls tid som inrikesminister präglades av den så kallade Teapot Dome-skandalen och han fick avtjäna ett år i fängelse efter att bland annat ha tagit emot mutor.
Fall studerade juridik och flyttade till New Mexico-territoriet. Han inledde 1891 sin karriär som advokat i Las Cruces. Han var 1893 domare i New Mexico-territoriets högsta domstol. Han deltog som kapten i spansk-amerikanska kriget. Fall var en betydande markägare och advokat i New Mexico-territoriet. Mannen som misstänktes för mordet på Pat Garrett 1908 hade Fall som sin försvarsadvokat.
När New Mexico 1912 blev delstat, valdes Fall och Thomas B. Catron till de två första senatorerna. Fall förespråkade kvinnlig rösträtt och inom utrikespolitiken var han känd som isolationist med en kritisk inställning till USA:s deltagande i första världskriget.
USA:s president Warren G. Harding utnämnde 1921 Fall till USA:s inrikesminister. Han efterträddes 1923 av Hubert Work. Det uppdagades att Fall hade tagit emot ungefär 400 000 dollar i mutor från oljemagnater i samband med Teapot Dome-skandalen och han dömdes senare till ett ovillkorligt fängelsestraff.
Falls grav finns på Evergreen Alameda Cemetery i El Paso.